# In Praeclara Summorum

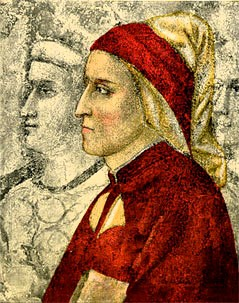
Dante Alighieri

In Praeclara Summorum (Latijn voor Onder de meest bijzondere gevierde (genieën)) was een door paus Benedictus XV uitgevaardigde encycliek op 30 april 1921, waarin hij het leven van Dante Alighieri centraal stelde. Hiermee leverde de paus een bijdrage aan de 600-jarige herdenking van het overlijden van de Italiaanse schrijver en dichter in 1321. In tegenstelling tot de meeste encyclieken was deze gericht aan leraren en studenten van literaire studies.
Benedictus XV prees Dante om zijn toewijding aan het katholieke geloof, waarbij de dichter zich onder meer liet inspireren door de leer van Thomas van Aquino. Ook wees de paus erop dat Dante open had gestaan voor de belangrijkste filosofische en theologische stromingen van zijn tijd. Bijzondere aandacht ging uit naar Dantes werk Divina Commedia, waarin de dichter op symbolische wijze het leven op aarde verbeeldde en de gerechtigheid van God ten aanzien van het individu en de gehele samenleving.
Ook wees Benedictus XV erop hoe toegewijd Dante was geweest ten aanzien van de autoriteit van de katholieke kerk, waarbij hij de paus als basis zag van elke wet binnen die kerk. Over de Babylonische ballingschap der pausen had Dante geschreven, dat de “Apostolische Stoel nu tot weduwe was gemaakt en verlaten; voor ons is het een verschrikkelijk leed evenals de aanblik van de tragedie van de ketterij.”
Dante had er ook op gewezen dat de Staat zijn verantwoordelijkheid moest nemen ten aanzien van gerechtigheid die als basis gold voor de samenleving.
In zijn oproep aan de leraren en studenten wees de paus er ten slotte op, dat trouw aan God geen beletsel mocht zijn voor toekomstige genieën. In de ogen van de paus waren door de 'secularisatie van de maatschappij de meeste ideeën over het geloof verbannen en werd het werk van Dante niet in de juiste context geïnterpreteerd. Benedictus XV sprak de hoop uit, dat het komende herdenkingsfeest het tij zou keren, waardoor de toewijding aan het katholieke geloof weer versterkt zou worden.